# غار تل ۳
غار تل سه مربوط به دوران پارینه‌سنگی است و در ۶ کیلومتری جنوب شرقی شهرستان جم، بخش مرکزی، ۲۰۰ متری شرق روستای چاهه واقع شده و این اثر در تاریخ ۱۸ شهریور ۱۳۸۷ با شمارهٔ ثبت ۲۳۳۱۸ به‌عنوان یکی از آثار ملی ایران به ثبت رسیده‌است.